# Tachytrechus modestus
Tachytrechus modestus är en tvåvingeart som beskrevs av Wei 1998. Tachytrechus modestus ingår i släktet Tachytrechus och familjen styltflugor. Inga underarter finns listade i Catalogue of Life.